# Православие в Габоне
Правосла́вие в Габо́не — христианская деноминация, динамично развивающаяся на территории Габона. Представлена в стране приходами Александрийского патриархата, частью канонической территории которого является Габон.

## История
7 октября 2010 года решением Священного Синода Александрийского Патриархата на территории Республики Конго и Габона была учреждена Браззавильская и Габонская епископия с кафедрой в Браззавиле, при этом территория Республики Конго была выделена из состава Центральноафриканской митрополии, а Габона — из состава Камерунской митрополии. На новоучреждённую епархию не был сразу назначен правящий архиерей и в течение двух лет ею управлял архимандрит Феолог (Хрисанфакопулос).
2 декабря 2012 года правящим архиереем был избран епископ Пантелеимон (Арафимос), который в 2014 году подал в официальные органы Габона ходатайство о регистрации в стране православной структуры. 9 января 2016 года был получен документ об официальной государственной регистрации православной структуры на территории Габона. Устроению православной церкви в Габоне содействовал посол России в Габоне Дмитрий Кураков.
Намечено строительство кафедрального собора в столице страны городе Либревиле.